# Pryor Lea
Pryor Lea (* 31. August 1794 im Knox County, Südwest-Territorium; † 14. September 1879 in Goliad, Texas) war ein US-amerikanischer Politiker. Zwischen 1827 und 1831 vertrat er den Bundesstaat Tennessee im US-Repräsentantenhaus.

## Leben
Pryor Lea war der jüngere Bruder von Luke Lea (1783–1851), der ebenfalls für den Staat Tennessee im Kongress saß. Er besuchte zunächst die Schulen seiner Heimat und danach das Greeneville College. Nach einem anschließenden Jurastudium und seiner im Jahr 1817 erfolgten Zulassung als Rechtsanwalt begann er in Knoxville in seinem neuen Beruf zu arbeiten. Im Jahr 1813 nahm er an einem Feldzug gegen die Creek teil. 1824 wurde Lea Bundesstaatsanwalt für Tennessee.
Politisch schloss sich Lea der Bewegung um den späteren Präsidenten Andrew Jackson an und wurde Mitglied der von diesem 1828 gegründeten Demokratischen Partei. Bei den Kongresswahlen des Jahres 1826 wurde er im zweiten Wahlbezirk von Tennessee in das US-Repräsentantenhaus in Washington, D.C. gewählt, wo er am 4. März 1827 die Nachfolge von John Alexander Cocke antrat. Nach einer Wiederwahl im Jahr 1828 konnte er bis zum 3. März 1831 zwei Legislaturperioden im Kongress absolvieren. Seit 1829 wurde im Kongress heftig über die Politik von Präsident Jackson diskutiert. Bei den Wahlen des Jahres 1830 unterlag er dem Nationalrepublikaner Thomas Dickens Arnold.
Nach seinem Ausscheiden aus dem US-Repräsentantenhaus zog Lea im Jahr 1836 zunächst nach Jackson im Staat Mississippi und 1846 nach Goliad in Texas. In diesen Jahren war er im Eisenbahngeschäft tätig. 1861 war er Delegierter auf der Versammlung, bei der der Staat Texas seinen Austritt aus der Union beschloss. Von 1861 bis 1865 gehörte er dem Senat von Texas an. 1875 lehnte er eine Berufung in eine Kommission zur Überarbeitung der Staatsverfassung aus Altersgründen ab. Er starb am 14. September 1879 in Goliad.